# Maseru
Maseru és la capital de Lesotho. Situada vora el riu Caledon, a la frontera amb Sud-àfrica, és l'única ciutat d'una certa importància de Lesotho, amb una població d'uns 180.000 habitants el 2004. És capital també del districte homònim. Les coordenades són 29° 31′ S i 27° 48′ E.
El nom de la ciutat és una paraula sesotho que significa "gresos vermells".
Fins al 2004, Maseru tenia una creixent indústria tèxtil, afavorida per les inversions manufactureres xineses. Des de l'expiració de les tarifes nord-americanes sobre els productes xinesos, la indústria tèxtil de Lesotho s'ha anat marfonent. Altres manufactures tradicionals de la ciutat han estat les d'espelmes i catifes, però estan en crisi a causa de la potent indústria sud-africana veïna. De fet, Maseru només està separada de territori sud-africà per un pont on hi ha el post fronterer; la ciutat més propera ja dins de Sud-àfrica és Ladybrand, a uns 18 km de Maseru.
Maseru era una petita vila comercial quan, el 1869, fou triada pel cap tribal Moshoeshoe I per fer-ne la capital del poble basotho. Fou la capital del protectorat britànic de Basutoland de 1869 a 1871 i de 1884 a 1966, quan Basutoland va obtenir la independència amb el nom de Lesotho.
La Universitat Nacional de Lesotho es troba prop de la ciutat, a la vila de Roma, i també a prop hi ha l'aeroport internacional, a Thoteng-ea-Moli.
Maseru està agermanada amb Austin, la capital de Texas.

## Història
Maseru va ser fundada pels britànics com un petit camp de policia el 1869, després del final de les guerres entre l'Estat Lliure i Basotho quan Basutoland es va convertir en un protectorat britànic. Maseru es troba a la vora dels "territoris conquerits" cedits a l'Estat Lliure d'Orange (ara la província de l'Estat Lliure de Sud-àfrica) com a part dels termes de pau. Es trobava a 24 km l'oest de Basotho, la fortalesa del rei Moshoeshoe I de Thaba Bosiu, l'anterior capital de facto. Aviat va créixer una bulliciosa ciutat de mercat per la zona.
Maseru va funcionar inicialment com a capital administrativa de l'estat entre 1869 i 1871, abans que l'administració de Basutoland fos transferida a la Colònia del Cap. Durant el seu govern entre 1871 i 1884, Basutoland va ser tractat de manera similar als territoris que havien estat annexats per la força, per a disgust dels basotho. Això va provocar la Guerra de les armes el 1881 i la crema de molts edificis a Maseru. El 1884, Basutoland va ser restaurada al seu estatus de colònia de la Corona, i Maseru va tornar a ser capital. Quan Basutoland va obtenir la seva independència i es va convertir en el Regne de Lesotho el 1966, Maseru va continuar sent la capital del país.
Abans de la independència de Lesotho, Maseru havia quedat relativament petit; estava continguda dins de límits colonials ben definits i tenia poc marge de creixement, mentre que els britànics tenien poc interès a desenvolupar la ciutat. Després de 1966, Maseru va experimentar una ràpida expansió: la seva superfície es va multiplicar al voltant de set, des d'uns 20 km² fins a l'àrea actual de 138 km² per incorporació de pobles periurbans propers a la ciutat pròpiament dita. Les taxes anuals de creixement de la població es van mantenir al voltant del 7% durant diverses dècades, abans de reduir-se al voltant del 3,5% entre 1986 i 1996.
Després que les eleccions parlamentàries de 1998 a Lesotho van provocar sospites de frau electoral i una intervenció militar de Sud-àfrica, gran part de la ciutat va ser danyada per disturbis i saqueigs. El cost de reparar els danys causats a la ciutat es va estimar en uns dos mil milions de rands (350 milions de dòlars EUA), i fins a gairebé el 2008, els efectes dels disturbis encara es podien veure dins de la ciutat.

## Geografia

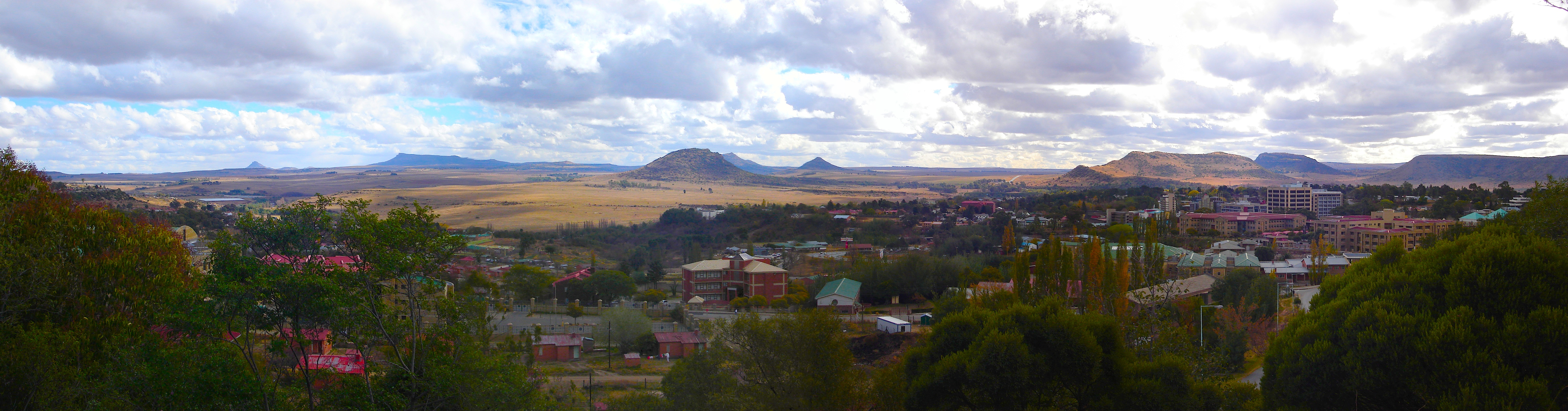
Vista panoràmica de Maseru l'any 2007

Maseru es troba al nord-oest de Lesotho a la frontera amb Sud-àfrica, marcada pel riu Mohokare. El riu Mohokare també es coneix com a riu Caledon. Els dos països estan connectats per un lloc fronterer al pont de Maseru, que travessa el riu. Al costat sud-africà, Ladybrand és la ciutat més propera a Maseru. La ciutat es troba en una vall poc profunda als peus de Hlabeng-Sa-Likhama, contraforts de les muntanyes Maloti. L'elevació de la ciutat és de 1.600 m sobre el nivell del mar. La ciutat té una superfície d'uns 138 km².

### Clima
Maseru té un clima subtropical típic de les terres altes (classificació climàtica de Köppen: Cwb), limitant amb un clima subtropical humit d'hivern sec (classificació climàtica de Köppen: Cwa), amb la ciutat classificada per estius càlids i plujosos i hiverns secs a freds. La temperatura mitjana diària mitjana durant l'estiu, de desembre a març a l'hemisferi sud, és de 22 °C. A l'hivern, entre juny i setembre, la temperatura mitjana és de 9 °C. El mes més calorós és gener, amb temperatures entre 15 i 33 °C. Durant el mes més fred, juliol, les temperatures oscil·len entre -3 i 17 °C. La mitjana de precipitacions oscil·la entre 3 mm al juliol fins a 111 mm al gener.
| Paràmetres climàtics mitjans de Maseru (1931–1960) | Paràmetres climàtics mitjans de Maseru (1931–1960) | Paràmetres climàtics mitjans de Maseru (1931–1960) | Paràmetres climàtics mitjans de Maseru (1931–1960) | Paràmetres climàtics mitjans de Maseru (1931–1960) | Paràmetres climàtics mitjans de Maseru (1931–1960) | Paràmetres climàtics mitjans de Maseru (1931–1960) | Paràmetres climàtics mitjans de Maseru (1931–1960) | Paràmetres climàtics mitjans de Maseru (1931–1960) | Paràmetres climàtics mitjans de Maseru (1931–1960) | Paràmetres climàtics mitjans de Maseru (1931–1960) | Paràmetres climàtics mitjans de Maseru (1931–1960) | Paràmetres climàtics mitjans de Maseru (1931–1960) | Paràmetres climàtics mitjans de Maseru (1931–1960) |
| Mes                                                | Gen.                                               | Feb.                                               | Mar.                                               | Abr.                                               | Mai.                                               | Jun.                                               | Jul.                                               | Ago.                                               | Set.                                               | Oct.                                               | Nov.                                               | Des.                                               | Anual                                              |
| -------------------------------------------------- | -------------------------------------------------- | -------------------------------------------------- | -------------------------------------------------- | -------------------------------------------------- | -------------------------------------------------- | -------------------------------------------------- | -------------------------------------------------- | -------------------------------------------------- | -------------------------------------------------- | -------------------------------------------------- | -------------------------------------------------- | -------------------------------------------------- | -------------------------------------------------- |
| Temperatura diària màxima °C (°F)                  | 28 (82,4)                                          | 27 (80,6)                                          | 25 (77)                                            | 21 (69,8)                                          | 18 (64,4)                                          | 15 (59)                                            | 16 (60,8)                                          | 19 (66,2)                                          | 23 (73,4)                                          | 24 (75,2)                                          | 26 (78,8)                                          | 28 (82,4)                                          | 17 (62,6)                                          |
| Temperatura diària mínima °C (°F)                  | 14 (57,2)                                          | 14 (57,2)                                          | 12 (53,6)                                          | 8 (46,4)                                           | 3 (37,4)                                           | 0 (32)                                             | −1 (30,2)                                          | 2 (35,6)                                           | 6 (42,8)                                           | 9 (48,2)                                           | 12 (53,6)                                          | 13 (55,4)                                          | −3 (26,6)                                          |
| Precipitació total mm (polzades)                   | 114 (4,5)                                          | 89 (3,5)                                           | 96 (3,8)                                           | 67 (2,6)                                           | 29 (1,1)                                           | 12 (0,5)                                           | 14 (0,6)                                           | 15 (0,6)                                           | 19 (0,7)                                           | 63 (2,5)                                           | 80 (3,1)                                           | 93 (3,7)                                           | 111 (4,4)                                          |
| Font: Danish Meteorological Institute              |                                                    |                                                    |                                                    |                                                    |                                                    |                                                    |                                                    |                                                    |                                                    |                                                    |                                                    |                                                    |                                                    |

## Demografia
L'últim cens (2016) enumera la població de la ciutat en 330.760 habitants, o al voltant d'una desena part de la població sencera del país, i la meitat de la població urbana total. La població de la ciutat era de 98.017 segons el cens de 1986 i de 137.837 segons el cens de 1996, cosa que demostra la ràpida expansió primerenca de la ciutat després de la independència.

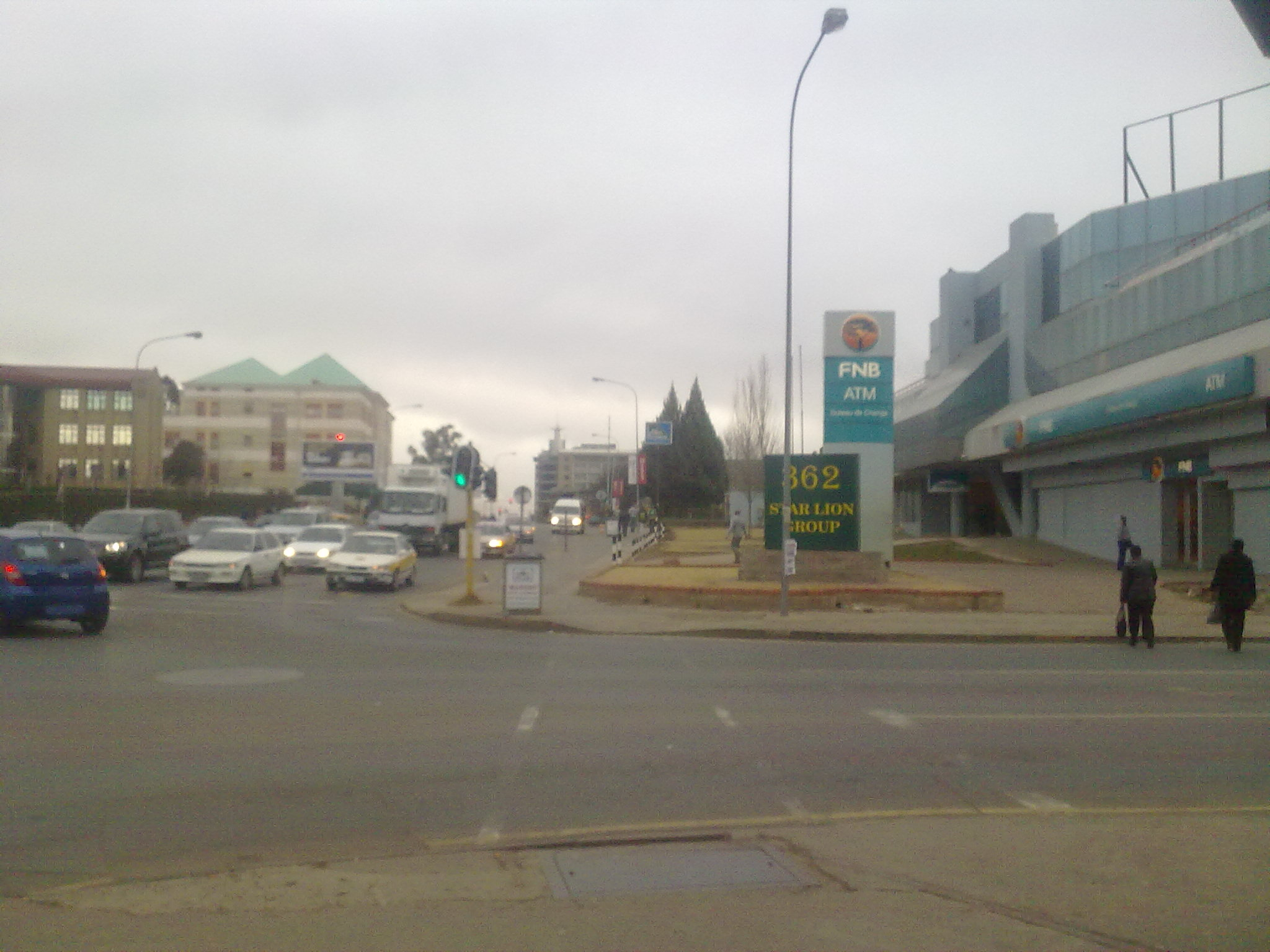
Trànsit de Kingsway

| 12 abril 1986 | 14 abril 1996 | 9 abril 2006 | 10 abril 2016 |
| 115.000       | 170.000       | 227.880      | 343.541       |

## Transport

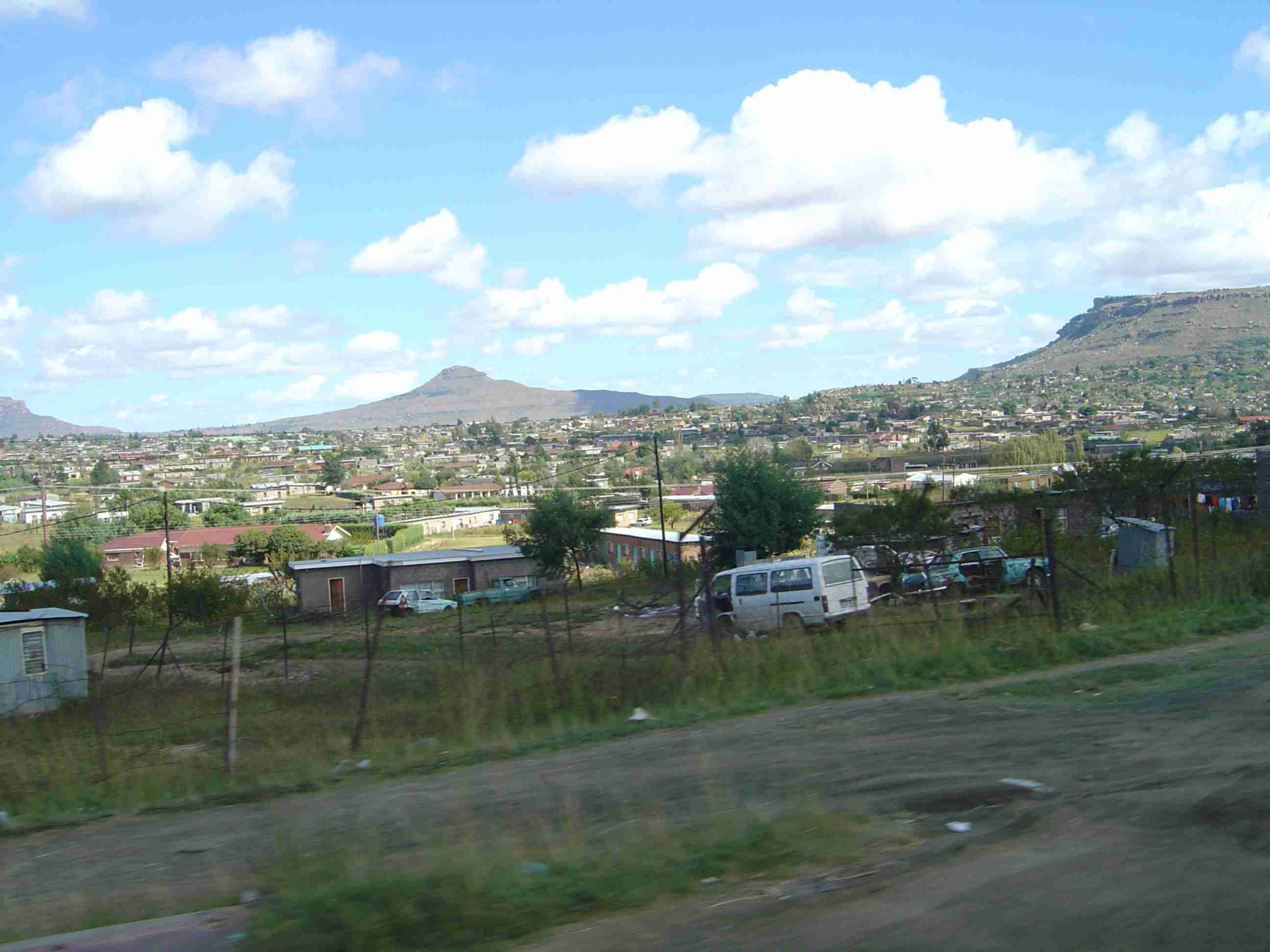
Vista des de la carretera principal al sud de Maseru

Una línia de ferrocarril, construïda el 1905, uneix el riu Mohokare per connectar Maseru amb Marsella a la línia principal de Sud-àfrica Bloemfontein - Betlem.
Kingsway, la carretera que uneix l'antic aeroport de Leabua Jonathan, actual aeroport de Mejametalana i el Palau Reial de Maseru, va ser la primera carretera asfaltada de Lesotho. Després d'haver estat només un camí de terra, va ser renovat l'any 1947 per a la visita dels membres de la família reial britànica. Va romandre l'única carretera asfaltada del país fins a la independència de Lesotho el 1966. Dues carreteres principals condueixen fora de Maseru, Main North 1 al nord-est i Main South 1 al sud-est cap a Mazenod i Roma. La carretera sud-africana N8 condueix des del punt fronterer del pont de Maseru cap a l'oest cap a Ladybrand i Bloemfontein.
Un aeroport internacional anomenat Aeroport internacional Moshoeshoe I és a prop, a Thoteng-ea-Moli, Mazenod. La Universitat Nacional de Lesotho es troba a Roma, a 32 km de Maseru.

## Economia

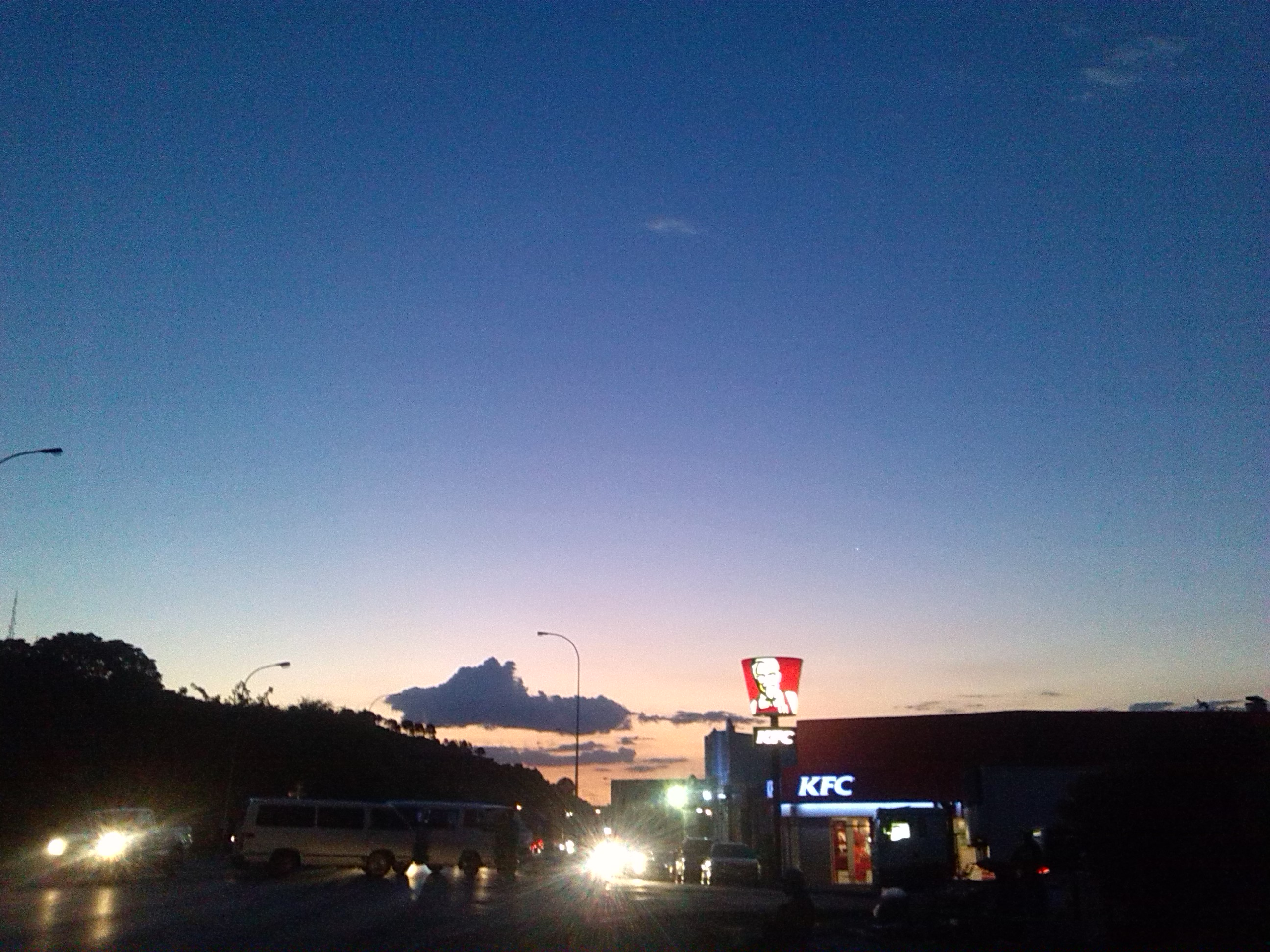
Vista des de Main North 1, a la part alta de Maseru al capvespre

El comerç de la ciutat se centra en dos districtes de negocis centrals veïns, que s'han desenvolupat al voltant de Kingsway i serveixen com a principals centres d'ocupació. El districte de negocis occidental té edificis d'oficines més grans, grans magatzems i diversos bancs. El districte de negocis de l'est acull principalment empreses més petites, mercats i venedors ambulants. Els districtes centrals de negocis són els centres d'ocupació més grans de la ciutat.
L'economia de Maseru creix a una velocitat molt ràpida, que és notable sobretot pel que fa a la inversió estrangera i el turisme des de la independència de Gran Bretanya, i la ruïna econòmica quan va esclatar la violència política el 1998. Des dels disturbis, la ciutat ha treballat molt per reparar els danys causats.
La indústria de Maseru es divideix en dues àrees principals. Al nord dels districtes centrals de negocis al llarg de Moshoeshoe Road hi ha molins fariners i altres grans empreses. L'altre sector industrial es troba al sud dels districtes centrals de negocis, al districte de Thetsane, i acull principalment empreses tèxtils i de calçat.
Fins al 2004, Maseru tenia una indústria tèxtil en creixement amb el suport i la inversió en les empreses manufactureres xineses. Des de l'expiració de l'Arranjament de múltiples fibres, la indústria tèxtil a Lesotho ha disminuït. Els productes de la ciutat van incloure espelmes, catifes i productes de mohair, però aquests han estat eclipsats per les indústries sud-africanes.

## Llocs de culte
Entre els llocs de culte, es troben predominantment esglésies i temples cristians: Missió de Fe Apostòlica de Sud-àfrica, Església Cristiana de Sion, Església Anglicana del Sud d'Àfrica, Arxidiòcesi Catòlica Romana de Maseru, Catedral de Nostra Senyora de les Victòries. També hi ha mesquites musulmanes.

## Arquitectura

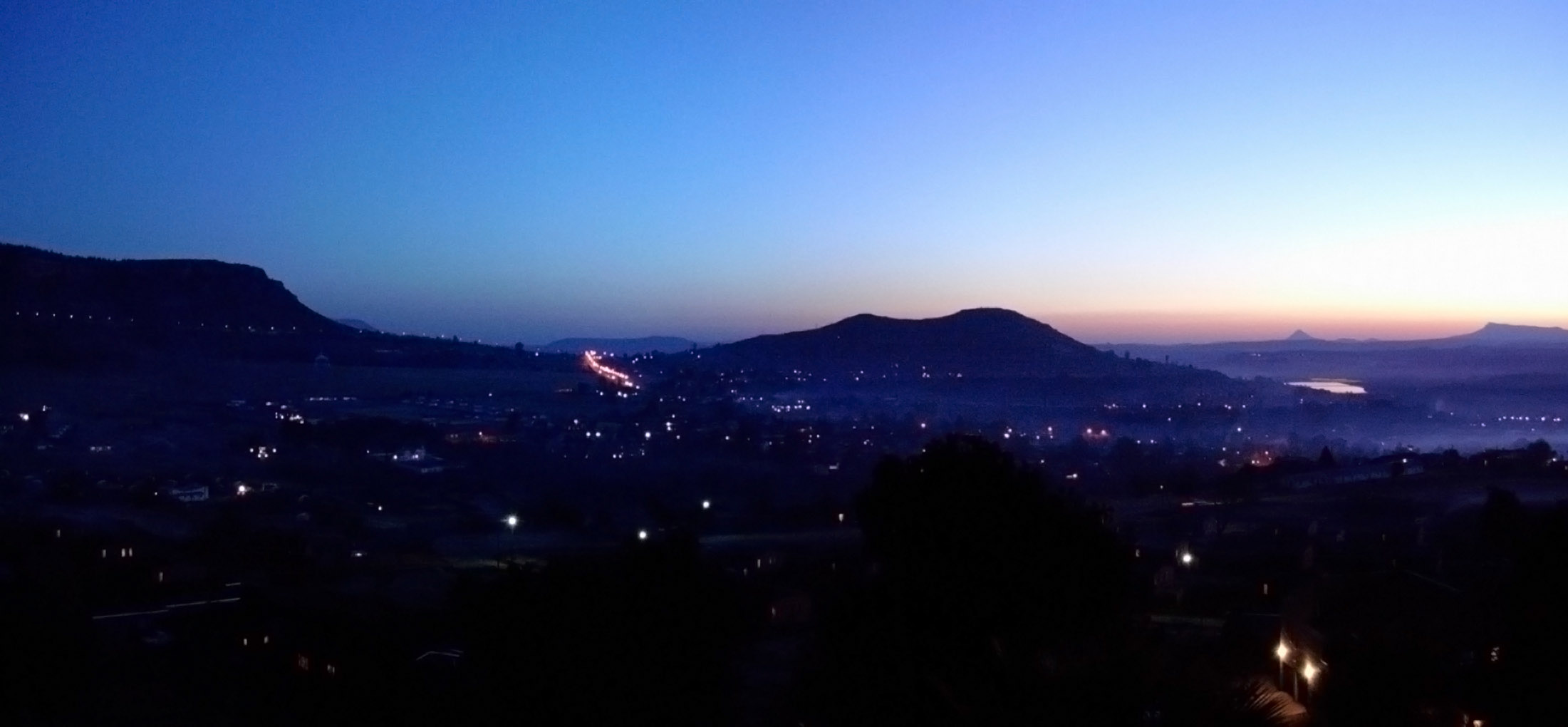
Maseru a la nit: vista al sud. El centre de la ciutat és a la dreta

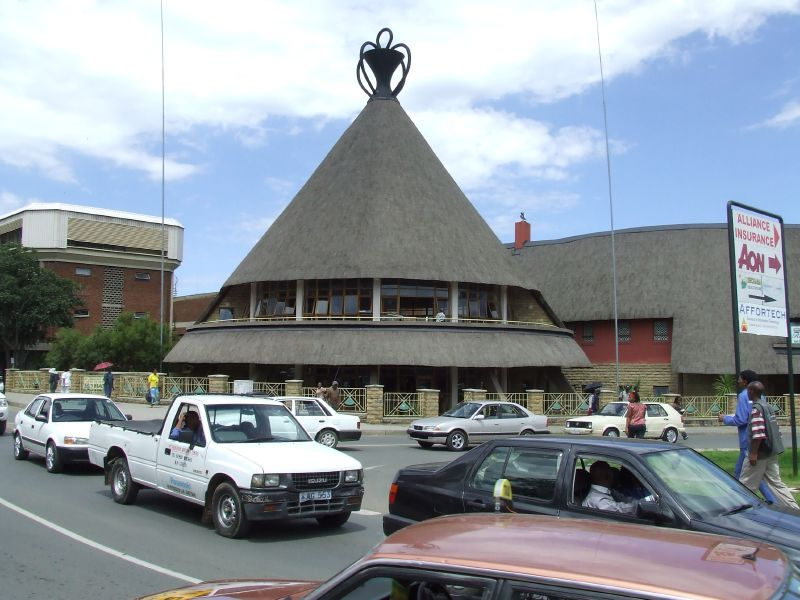
Botiga de barrets basotho

La majoria de les cases tradicionals de maó de fang amb sostre de palla, anomenades rondavels, s'han substituït per habitatges moderns i blocs d'oficines que tenen un tint d'arquitectura tradicional. Recentment n'hi ha alguns edificis nous al centre de la ciutat, especialment l'edifici del centre de LNDC que ara acull la cafeteria Good times, una botiga Vodacom, oficines i el nou edifici del Ministeri de Salut que es va acabar a finals de 2007.
Els edificis destruïts a l'aixecament polític de 1998 s'han reconstruït i tenen botigues com Fruits and Veg City, Woolworths i Mr Price, per citar-ne algunes. El centre esportiu nacional de New Lehakoe, que es troba entre el Banc central de Lesotho i l'edifici del parlament colonial, està equipat amb pistes de tennis, piscines, centres de conferències, bars i gimnasos. El novembre de 2009 es va obrir el Pioneer Mall, que va proporcionar a Maseru un centre comercial d'estil sud-africà, amb moltes botigues, com ara un cinema de quatre pantalles -que després va tancar- i restaurants. Pioneer Mall va obrir pas a edificis més moderns a la ciutat, com el centre comercial Maseru i el centre de City Square.
Hi ha alguns edificis d'època colonial al voltant del centre de la ciutat, sobretot la catedral de Nostra Senyora de les Victòries de l'arxidiòcesi catòlica romana de Maseru i l'església anglicana de Sant Joan. Altres llocs d'interès inclouen el Palau Reial, l'edifici del Parlament i la Casa de l'Estat.

## Esports
L'estadi nacional de Lesotho, el polivalent Setsoto Stadium, es troba a Maseru. Té una capacitat d'entre 20.000 i 25.000 persones. L'estadi s'utilitza principalment per a partits de futbol i acull la selecció nacional de futbol de Lesotho, però també celebra esdeveniments d'atletisme.
12 dels 16 equips que juguen a la Lliga de Lesotho de futbol tenen la seu a Maseru. El 2020, 36 dels 51 campionats disputats a la lliga han anat a parar a equips de Maseru. El més reeixit d'aquests ha estat el Matlama FC amb deu victòries de campionat i l'equip de futbol de la Royal Lesotho Defence Force, amb vuit victòries de campionat.

## Ciutats agermanades
Llista d'Agermanaments de Maseru, designades per Sister Cities International.
- Austin, Estats Units
- Ceuta, Espanya